# Mola Adebisi
Mola Adebisi (ur. 15 lutego 1973 w Uelzen) – niemiecki prezenter telewizyjny pochodzenia nigeryjskiego, a także aktor, piosenkarz i tancerz. Najbardziej znany jako prezenter niemieckiej muzycznej stacji telewizyjnej Viva (1993−2004). Obecnie mieszka w Solingen.

## Filmografia

### Filmy fabularne
- 1996: Der Trip – Die nackte Gitarre 0,5
- 1999: Sieben Tage bis zum Glück (TV) jako Wolf
- 2004: Rybki z ferajny - dubbing

### Seriale TV
- 1995: Jede Menge Leben
- 1996–1997: Marienhof jako Mola
- 1997: Einsatz Hamburg Süd jako Emefa Jones
- 1999: alphateam – Die Lebensretter im OP
- 2001: Martial Arts X-treme jako Anchorman
- 2008: Falco – Verdammt, wir leben noch! jako VJ
- 2011: Kobra – oddział specjalny - Na celowniku (In der Schusslinie) jako Rastaman
- 2013: Neo Magazin jako Notar

### Programy TV
- 2003: RTL Promi-Boxen II
- 2003: Erotikstar sucht die Popp-Stars 2003
- 2005: TV total Stock Car Crash Challenge
- 2009: Das perfekte Promi-Dinner'
- 2009: Yes We Can Dance
- 2013: Das große Sat.1 Promi-Boxen
- 2014: Ich bin ein Star – Holt mich hier raus!
- 2014: Das perfekte Promi-Dinner Dschungel
- 2017: Die große ProSieben Völkerball Meisterschaft

## Dyskografia
- 1996 – Shake that Body
- 1997 – Get It Right
- 1997 – Don't Give Up